# رئاسة إدارة الكوارث والطوارئ (تركيا)
رئاسة إدارة الكوارث والطوارئ في تركيا هي منظمة تركية حكومية تعمل داخل تركيا وتأسست في عام 2009 في تركيا لاتخاذ التدابير اللازمة لإدارة الطوارئ في البلاد وحماية الناس على الصعيد الوطني في تركيا.
تقوم الرئاسة بعمل قبل الحوادث، مثل الاستعداد والتخفيف وإدارة المخاطر والعمل أثناء الحوادث مثل الاستجابة والعمل بعد الحوادث مثل الإنعاش وإعادة الإعمار. وتقدم المنظمة التركية آفاد تقارير إلى وزارة الداخلية التركية.

## روابط خارجية
- الموقع الرسمي
 باللغة التركية
- https://en.afad.gov.tr/ (باللغة الإنجليزية)